# Welcome to Macintosh
«Welcome to Macintosh» — документальный фильм 2008 года, посвященный компьютерной компании Apple Inc. и её линейке компьютеров Macintosh. Название происходит от оригинального приветственного сообщения, отображаемого при запуске компьютеров Macintosh.

## Синопсис
Фильм посвящён истории компьютерной компании Apple Inc. и, в частности, её линейки компьютеров Macintosh. В нём обсуждаются сотрудники компании, философия, методы работы и берутся интервью у людей, которые работали в Apple, когда был выпущен первый Macintosh.

## Производство
Ars Technica отметила, что в фильме не фигурируют ни Стив Джобс, ни Стив Возняк, основатели Apple Inc. Тем не менее, в фильме появляются несколько заметных фигур в истории Macintosh, в том числе инженеры Энди Херцфельд и Джим Рикс, бывший евангелист Apple Гай Кавасаки и Рон Уэйн, «недолговечный, но оригинальный соучредитель Apple Computer».

## Релиз
«Welcome to Macintosh» был показан на пяти кинофестивалях. Студия выпустила трейлер на YouTube 29 ноября 2008 года. 15 декабря 2008 года фильм был выпущен на DVD, включающем три часа дополнительных и удалённых сцен. В начале 2009 года студия организовала групповые показы фильма с участием семи групп пользователей Mac и Apple в семи американских городах (Роквилл, Миннеаполис, Скотсдейл, Нэшвилл, Вашингтон, Индианаполис и Провиденс). На мероприятия записались более 700 человек.

## Приём
Технологический веб-сайт Ars Technica описывает «Welcome to Macintosh» как фильм, «сочетающий в себе историю, критику и непримиримое веселье, связанное с Apple», и пишет: «Если вам нравились „Пираты Силиконовой долины“ или вы читали „Революцию в долине“, то этот фильм для вас». После просмотра фильма соучредитель Apple Inc. Стив Возняк был доволен результатами и оценил, насколько «невероятно» было видеть, как люди «говорят о [нём] такие замечательные вещи». Он также отметил, что фильм был «на высоте» и что это лучший независимый фильм об Apple, который он видел.